# Xanthostemon velutinus
Xanthostemon velutinus är en myrtenväxtart som först beskrevs av Gugerli, och fick sitt nu gällande namn av J.W.Dawson. Xanthostemon velutinus ingår i släktet Xanthostemon och familjen myrtenväxter. Inga underarter finns listade i Catalogue of Life.